# 1917년 국가 지도자 목록
이 문서는 1917년의 국가 지도자 목록을 정리한 문서이다.

## 아시아
- 몽골
  - 칸 ― 복드칸 (1911 ~ 1924)

- 브루나이
  - 술탄 ― 무하마드 자마룰 알람 2세 (1906 ~ 1924)

- 아프가니스탄 왕국
  - 국왕 ― 하비불라 칸 (1901 ~ 1919)

- 오만
  - 술탄 ― 타이만 빈 파이잘 (1913 ~ 1932)

- 일본 제국
  - 천황 ― 다이쇼 천황 (1912 ~ 1926)
  - 내각총리대신 ― 데라우치 마사타케 (1916 ~ 1918)

- 중화민국
  - 총통 ―
    - 리위안훙 (1916 ~ 1917)
    - 펑궈장 (1917 ~ 1918)

  - 수상 ―
    - 돤치루이 (1916 ~ 1917)
    - 우팅팡 (1917)
    - 리징시 (1917)
    - 쉬스창 (1917)
    - 장자오종 (1917)
    - 리징시 (1917)
    - 돤치루이 (1917)
    - 웡시즌 (1917 ~ 1918)

## 오세아니아
- 오스트레일리아
  - 국왕 ― 조지 5세 (1910 ~ 1936)
  - 총독 ― 로널드 먼로퍼거슨 (1914 ~ 1920)
  - 총리 ― 빌리 휴스 (1915 ~ 1923)

- 통가
  - 국왕 ― 조지 투포우 2세 (1893 ~ 1918)
  - 총리 ― T.P.투아비카노 (1912 ~ 1923)

## 북아메리카
- 뉴펀들랜드
  - 국왕 ― 조지 5세 (1910 ~ 1936)
  - 총독 ―
    - 월터 에드워드 데이비슨 (1913 ~ 1917)
    - 찰스 A. 해리스 (1917 ~ 1922)

  - 총리 ― 로버트 보든 (1911 ~ 1920)

- 멕시코
  - 대통령 ― 베누스티아노 카란사 (1914 ~ 1920)

- 미국
  - 대통령 ― 우드로 윌슨 (1913 ~ 1921)
  - 부통령 ― 토머스 R. 마셜 (1913 ~ 1921)

- 캐나다
  - 국왕 ― 조지 5세 (1910 ~ 1936)
  - 총독 ― 제9대 데번셔 공작 빅터 캐번디시 (1916 ~ 1921)
  - 총리 ― 로버트 보든 (1911 ~ 1920)

- 코스타리카
  - 대통령 ―
    - 알프레도 곤잘레스 플로레스 (1914 ~ 1917)
    - 페데리코 티노코 그라나도스 (1917 ~ 1919)

- 쿠바
  - 대통령 ― 마리오 가르시아 메노칼 (1913 ~ 1921)

## 남아메리카
- 베네수엘라
  - 대통령 ― 빅토리노 마르케스 부스틸로스 (1915 ~ 1922)

- 브라질
  - 대통령 ― 벤세슬라우 브라스 (1914 ~ 1918)

- 아르헨티나
  - 대통령 ― 히폴리토 이리고옌 (1916 ~ 1922)

- 우루과이
  - 대통령 ― 펠리시아노 비에라 (1915 ~ 1919)

- 파라과이
  - 대통령 ― 마누엘 프랑코 (1916 ~ 1919)

- 페루
  - 대통령 ― 호세 파르도이바레다 (1915 ~ 1919)

## 유럽
- 그리스 왕국
  - 국왕 ―
    - 콘스탄티노스 1세 (1913 ~ 1917)
    - 알렉산드로스 (1917 ~ 1920)

  - 총리 ―
    - 스피리돈 람브로스 (1916 ~ 1917)
    - 알렉산드로스 제미스 (1917)
    - 엘레프테리오스 베니젤로스 (1917 ~ 1920)

- 노르웨이
  - 국왕 ― 호콘 7세 (1905 ~ 1957)
  - 총리 ― 군나르 크누센 (1913 ~ 1920)

- 네덜란드
  - 여왕 ― 빌헬미나 (1890 ~ 1948)
  - 총리 ― 피터르 코르트 반데어 린든 (1913 ~ 1918)

- 독일 제국
  - 황제 ― 빌헬름 2세 (1888 ~ 1918)
  - 총리 ―
    - 테오발트 폰 베트만홀베크 (1909 ~ 1917)
    - 게오르크 미하엘리스 (1917)
    - 게오르크 폰 헤르틀링 백작 (1917 ~ 1918)

- 덴마크
  - 국왕 ― 크리스티안 10세 (1912 ~ 1947)
  - 총리 ― 카를 테오도르 살레 (1913 ~ 1920)

- 러시아 제국
  - 황제 ―
    - 니콜라이 2세 (1894 ~ 1917)
    - 미하일 알렉산드로비치 대공 (1917)

  - 총리 ―
    - 알렉산드르 트레포프 (1916 ~ 1917)
    - 니콜라이 골리친 (1917)

- 러시아
  - 총리 ―
    - 게오르기 리보프 (1917)
    - 알렉산드르 케렌스키 (1917)

- 루마니아 왕국
  - 국왕 ― 페르디난드 1세 (1914 ~ 1927)

- 룩셈부르크
  - 여대공 ― 마리아델라이드 (1912 ~ 1919)
  - 총리 ―
    - 빅토르 토릉 (1916 ~ 1917)
    - 레옹 카우프망 (1917 ~ 1918)

- 벨기에
  - 국왕 ― 알베르 1세 (1909 ~ 1934)
  - 총리 ― 샤를 드 브로크빌 (1911 ~ 1918)

- 안도라
  - 공동 공 ―
    - 프랑스 대통령 ― 레몽 푸앵카레 (1913 ~ 1920)
    - 우르헬 주교 ― 후안 벤요츠 이 비보 (1907 ~ 1919)

  - 총리 ― 페르 퐁트 (1915 ~ 1917)

- 알바니아
  - 무정부 기간

- 영국
  - 국왕 ― 조지 5세 (1910 ~ 1936)
  - 총리 ― 데이비드 로이드 조지 (1916 ~ 1922)

- 오스만 제국
  - 술탄 ― 메흐메트 5세 (1909 ~ 1918)

- 오스트리아-헝가리
  - 황제, 사도왕 ― 카를 1세, 카롤리 4세
  - 오스트리아 일반 각료 평의회 의장 ―
    - 하인리히 클람마르티니크 백작 (1916 ~ 1917)
    - 에른스트 자이들러 폰 포이히텐크 (1917 ~ 1918)

  - 헝가리 일반 각료 평의회 의장 ―
    - 이슈트반 티사 백작 (1913 ~ 1917)
    - 모리치 에스테르하지 백작 (1917)
    - 산도르 베케를레 백작 (1917 ~ 1918)

- 이탈리아 왕국
  - 국왕 ― 비토리오 에마누엘레 3세 (1900 ~ 1946)
  - 총리 ―
    - 파올로 보셀리 (1916 ~ 1917)
    - 비토리오 에마누엘레 오를란도 (1917 ~ 1919)

- 프랑스
  - 대통령 ― 레몽 푸앵카레 (1913 ~ 1920)
  - 총리 ―
    - 아스트리드 브리앙 (1915 ~ 1917)
    - 알렉상드르 리보 (1917)
    - 폴 팽르베 (1917)
    - 조르주 클레망소 (1917 ~ 1920)

- 핀란드
  - 총리 ― 페르 에빈드 스빈후부드 (1917 ~ 1918)

## 아프리카
- [[파일:{{{국기그림-1910}}}|22x20px|border |남아프리카 공화국|링크=남아프리카 공화국]] 남아프리카 연방
  - 국왕 ― 조지 5세 (1910 ~ 1936)
  - 총독 ― 제1대 벅스턴 백작 시드니 벅스턴 (1914 ~ 1920)
  - 총리 ― 루이스 보타 (1910 ~ 1919)

- 라이베리아
  - 대통령 ― 대니얼 에드워드 하워드 (1912 ~ 1920)

- 에티오피아 제국
  - 여제 ― 자우디투 (1916 ~ 1930)